# Loire-sur-Rhône
Loire-sur-Rhône és un municipi francès situat al departament del Roine i a la regió d'Alvèrnia-Roine-Alps. L'any 2007 tenia 2.328 habitants.

## Demografia

### Població
El 2007 la població de fet de Loire-sur-Rhône era de 2.328 persones. Hi havia 889 famílies de les quals 216 eren unipersonals (110 homes vivint sols i 106 dones vivint soles), 250 parelles sense fills, 353 parelles amb fills i 70 famílies monoparentals amb fills.
La població ha evolucionat segons el següent gràfic:
Habitants censats

### Habitatges
El 2007 hi havia 963 habitatges, 909 eren l'habitatge principal de la família, 12 eren segones residències i 41 estaven desocupats. 753 eren cases i 204 eren apartaments. Dels 909 habitatges principals, 636 estaven ocupats pels seus propietaris, 243 estaven llogats i ocupats pels llogaters i 30 estaven cedits a títol gratuït; 8 tenien una cambra, 43 en tenien dues, 142 en tenien tres, 302 en tenien quatre i 413 en tenien cinc o més. 738 habitatges disposaven pel capbaix d'una plaça de pàrquing. A 355 habitatges hi havia un automòbil i a 485 n'hi havia dos o més.

### Piràmide de població
La piràmide de població per edats i sexe el 2009 era:
| Homes | Edats   | Dones |
| ----- | ------- | ----- |
| 0     | 95 o +  | 0     |
| 0     | 90 a 94 | 4     |
| 8     | 85 a 89 | 8     |
| 4     | 80 a 84 | 12    |
| 32    | 75 a 79 | 32    |
| 36    | 70 a 74 | 40    |
| 44    | 65 a 69 | 56    |
| 52    | 60 a 64 | 36    |
| 64    | 55 a 59 | 76    |
| 68    | 50 a 54 | 64    |
| 92    | 45 a 49 | 84    |
| 44    | 40 a 44 | 80    |
| 88    | 35 a 39 | 68    |
| 104   | 30 a 34 | 92    |
| 84    | 25 a 29 | 56    |
| 52    | 20 a 24 | 60    |
| 60    | 15 a 19 | 64    |
| 68    | 10 a 14 | 68    |
| 96    | 5 a 9   | 56    |
| 68    | 0 a 4   | 72    |

## Economia
El 2007 la població en edat de treballar era de 1.532 persones, 1.111 eren actives i 421 eren inactives. De les 1.111 persones actives 1.036 estaven ocupades (566 homes i 470 dones) i 75 estaven aturades (31 homes i 44 dones). De les 421 persones inactives 142 estaven jubilades, 157 estaven estudiant i 122 estaven classificades com a «altres inactius».

### Ingressos
El 2009 a Loire-sur-Rhône hi havia 921 unitats fiscals que integraven 2.388,5 persones, la mediana anual d'ingressos fiscals per persona era de 20.009 €.

### Activitats econòmiques
Dels 142 establiments que hi havia el 2007, 9 eren d'empreses extractives, 3 d'empreses alimentàries, 2 d'empreses de fabricació de material elèctric, 15 d'empreses de fabricació d'altres productes industrials, 26 d'empreses de construcció, 18 d'empreses de comerç i reparació d'automòbils, 17 d'empreses de transport, 5 d'empreses d'hostatgeria i restauració, 2 d'empreses d'informació i comunicació, 2 d'empreses financeres, 4 d'empreses immobiliàries, 16 d'empreses de serveis, 13 d'entitats de l'administració pública i 10 d'empreses classificades com a «altres activitats de serveis».
Dels 37 establiments de servei als particulars que hi havia el 2009, 1 era una oficina de correu, 6 tallers de reparació d'automòbils i de material agrícola, 5 paletes, 5 guixaires pintors, 3 fusteries, 2 lampisteries, 4 electricistes, 2 empreses de construcció, 4 perruqueries, 4 restaurants i 1 saló de bellesa.
Dels 7 establiments comercials que hi havia el 2009, 1 era una botiga de menys de 120 m², 2 fleques, 2 carnisseries, 1 una botiga de mobles i 1 una perfumeria.
L'any 2000 a Loire-sur-Rhône hi havia 31 explotacions agrícoles que ocupaven un total de 480 hectàrees.

## Equipaments sanitaris i escolars
L'únic equipament sanitari que hi havia el 2009 era una farmàcia.
El 2009 hi havia 1 escola maternal i 2 escoles elementals.

## Poblacions més properes
El següent diagrama mostra les poblacions més properes.